# L'oroscopo speciale
L'oroscopo speciale è il quarto studio album del cantautore italiano Samuele Bersani, pubblicato nel 2000 dalla BMG Ricordi e dalla Pressing. Nel disco è presente il brano Replay, con il quale l'artista ha partecipato al Festival di Sanremo 2000.
L'album è stato ripubblicato l'anno successivo con l'aggiunta del singolo Chiedimi se sono felice.

## Tracce
Testi di Samuele Bersani, musiche di Samuele Bersani e Beppe D'Onghia, eccetto dove indicato.
1. Il pescatore di asterischi – 4:43
2. Morelli Mirko – 4:51
3. L'oroscopo speciale – 4:28
4. Non portarmi via il nome – 5:24 (Samuele Bersani)
5. Lunedì – 5:19 (Samuele Bersani)
6. Il fossile – 3:44 (Samuele Bersani)
7. Senza titoli – 4:17 (Samuele Bersani)
8. Isola – 4:20 (Taeko Onuki, Ryūichi Sakamoto, Samuele Bersani)
9. Slavia – 3:37
10. Replay – 4:22
11. Chiedimi se sono felice – 2:44 (Samuele Bersani)

## Formazione
- Samuele Bersani – voce, cori, tastiera
- Marco Formentini – chitarra
- Gionata Colaprisca – percussioni
- Roberto Guarino – chitarra
- Beppe D'Onghia – tastiera, programmazione, pianoforte
- Paolo Costa – basso
- Alfredo Golino – batteria
- Fabio Tricomi – mandolino
- Valentino Corvino – violino
- Simone Baroncini – violino

## Classifiche
| Classifica (2000) | Posizione massima |
| ----------------- | ----------------- |
| Italia            | 16                |